# Инцел (поткултура)
Инцел (енгл. incel) је несвојевољни целибат. Најчешће се користи у контексту интернет заједница људи који се жале, коментаришу или организују по питању неуспеха да остваре романтичну везу са другом особом. Реч инцел је портманто енглеских речи involuntary и celibacy.